# Shotgun (chanson)
Singles de Limp Bizkit
Home Sweet Home/Bittersweet Symphony
(2005) Gold Cobra
(2011)
Pistes de Gold Cobra
Get a Life
(5) Douche Bag
(7)
Shotgun est une chanson du groupe rock américain Limp Bizkit. Cette chanson est de leur sixième album studio, Gold Cobra (2011), et a été écrite par Fred Durst, Borland DJ Lethal, John Otto et Sam Rivers. 

## Production

### Artistes
- Fred Durst – chanteur
- Wes Borland – guitares
- DJ Lethal – turntables, samples
- John Otto – Batterie
- Sam Rivers – Guitare basse

## Sortie
| Pays        | Date        | Format                 | Label               |
| ----------- | ----------- | ---------------------- | ------------------- |
| États-Unis  | 17 mai 2011 | Téléchargement digital | Interscope, Polydor |
| Royaume-Uni | 18 mai 2011 | Téléchargement digital | Interscope, Polydor |

## Réception

### Classement par pays
| Classement (2011)                           | Meilleure position |
| ------------------------------------------- | ------------------ |
| Canada Active Rock (America's Music Charts) | 26                 |
| Pologne (ZPAV)                              | 43                 |

### Critiques
Le site ARTISTdirect donne une note de 4.5 sur 5.